# Семёновка 2-я (Воронежская область)
Семёновка 2-я — деревня в Верхнехавском районе Воронежской области.
Входит в состав Сухогаёвского сельского поселения.

## Население
| 2000 | 2005 | 2010 |
| ---- | ---- | ---- |
| 17   | ↘8   | ↘7   |

## Улицы
В деревне имеется одна улица: Молодёжная.